# صندوق السندات
صندوق السندات (بالإنجليزية: Bond fund)‏، هو صندوق يستثمر في السندات. عادةً ما تدفع صناديق السندات أرباحًا دورية تشمل مدفوعات الفائدة على الأوراق المالية الأساسية للصندوق بالإضافة إلى زيادة رأس المال المحققة بشكل دوري.